# هنری فیلدینگ
هنری فیلدینگ (به انگلیسی: Henry Fielding) نویسنده، نمایشنامه نویس و روزنامه نگار برجستهٔ بریتانیایی است که از او به عنوان بنیان‌گذار سبک رئالیسم در ادبیات انگلستان یاد می‌شود.
 به رغم توانایی‌های برجسته او در نمایشنامه نویسی، فیلدینگ بیشتر به عنوان یک رمان‌نویس صاحب شهرت است. او در جایی می‌نویسد: «آن هنگام که از شما قدردانی نمی‌شود، بدانید که وظیفهٔ خود را به بهترین صورت انجام داده‌اید و کاری باقی نمانده‌است.»

## زندگی
هنری فیلدینگ آوریل ۱۷۰۷ در «سامرست» انگلستان متولد شد. پدرش از نجیب زادگان اصیل و مادرش از خانواده وکیلی نامدار بود. پدرش، سرهنگ ادموند فیلدینگ، از مالکان سامرست شایر و متعلق به خانواده‌ای اصیل بود که بعدها ثروت خود را از دست داد و با فقر، روزگار گذراند. مادرش، سارا گلد، زنی مهربان و موقر بود. «فیلدینگ» در یازده سالگی مادرش را از دست داد. به محض تجدیدفراش پدرش، خانه را به قصد کالج «اتون» و تحصیل در زمینه ادبیات روم و یونان باستان ترک گفت. هنری فرزند ارشد خانواده بود و نخستین آموزش‌ها را در خانه و زیر نظر یک کشیش دید. او در سال ۱۷۲۸ انگلستان را به قصد هلند ترک کرد. در آنجا در دانشگاه «لندن» در رشته حقوق شروع به تحصیل کرد. اما یک سال بعد تحصیل حقوق را رها کرد و در لندن رحل اقامت افکند.

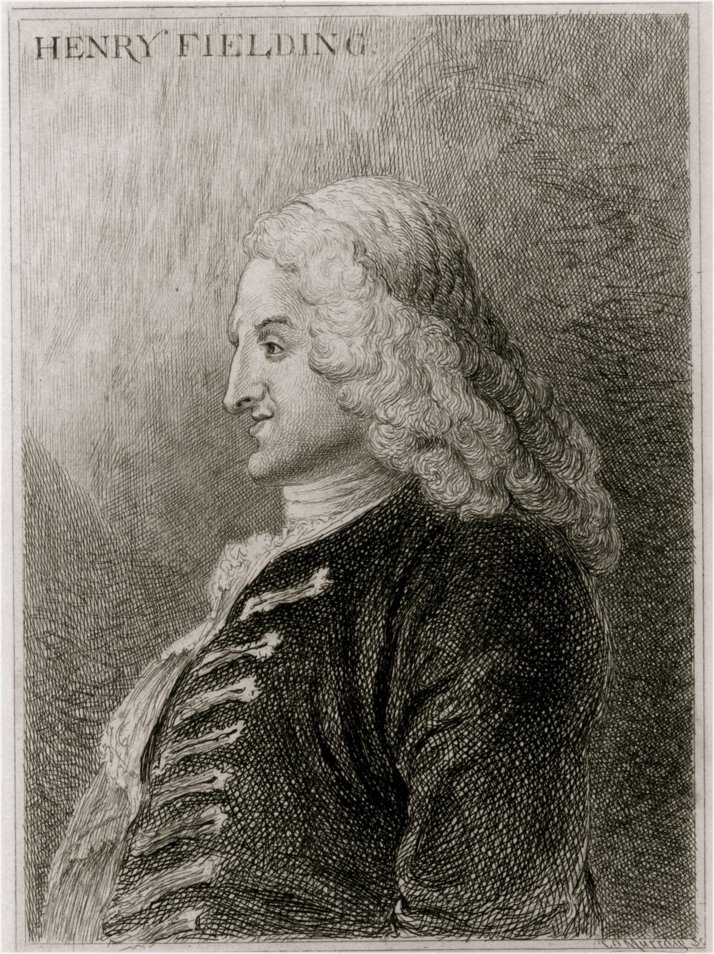
Henry Fielding circa 1743 etching from Jonathan Wild the Great

او که از ابتدا صاحب قریحه نوشتن بود در همان سال‌ها به اصرار دختر عمویش، نوشتن را آغاز کرد. در نوزده سالگی «فیلدینگ» دو نمایشنامه خلق کرد که از آن‌ها «عشق در چند پرده» با موفقیت به روی صحنه رفت. او سپس برای مطالعه در زمینه ادبیات کلاسیک به هند رفت و پس از بازگشت به انگلستان تمام وقت خود را وقف نوشتن کرد. او در سال ۱۷۳۰ چهار نمایشنامه دیگر خلق کرد که از آن‌ها «تام بندانگشتی» به مشهورترین اثر او بدل شد. «فیلدینگ» در خلال سال‌های ۱۷۲۹ تا ۱۷۳۷، ۲۵ نمایشنامه و چندین رمان به رشته تحریر درآورد که در میان آن‌ها تام جونز، کودکی سرراهی و «ماجراهای جوزف اندروز» از شهرت بیشتری برخوردارند.
شهرت فیلدینگ تا حد زیادی متکی به رمان‌های اوست. نخستین رمان او به نام «ژوزف اندروز»، در ۱۷۴۲ منتشر شد. این اثر در حقیقت جوابیه‌ای به رمان «پاملا» اثر نویسنده‌ای به نام ساموئل ریچاردسون بود، که در اندک زمانی با این رمان به شهرت و ثروت رسیده بود. اما فیلدینگ از آن گونه تزویر و ریایی که در این اثر «پامل» زیر نام پاکی و پاکدامنی دوشیزگان در برابر مردان تبلیغ می‌شد، به شدت رنجیده‌خاطر شد. این بود که در پاسخ، بدون ذکر نام خود، رمان کوتاهی به نام «شاملا» (که با استفاده از واژه انگلیسی Sham، به معنای خدعه و ریا، و بر وزن «پاملا» ساخته بود)، منتشر کرد؛ و با این کار، به مقابله با بدآموزی‌های رمان ریچاردسون پرداخت.
در سال ۱۷۴۹، شاهکارش، «تام جونز»، انتشار یافت؛ و متعاقب آن، «املیا» به طبع رسید. از این زمان به بعد، به دلیل مطالعه و کار زیاد، وضعیت جسمانی فیلدینگ به سرعت رو به تحلیل رفت.
در سال ۱۷۵۳ از مسند قضاوت استعفا کرد، و به توصیه پزشکان، برای بازیابی سلامت خود، در سال ۱۷۵۴ به همراه همسر و دخترش به پرتغال رفت. فیلدینگ در هشتم اکتبر ۱۷۵۴، در حالی که چهل و هفت سال بیشتر نداشت، در لیسبون، چشم از جهان فرو بست.
آخرین اثرش، «سفرنامه لیسبون» است؛ که در آن تلاش‌های بی‌ثمرش را در جستجوی بازیافتن سلامتی، به شیوه‌ای گیرا، بازگو کرده‌است. این اثر، پس از مرگ فیلدینگ، به سال ۱۷۵۵ انتشار یافت.

## نگارخانه

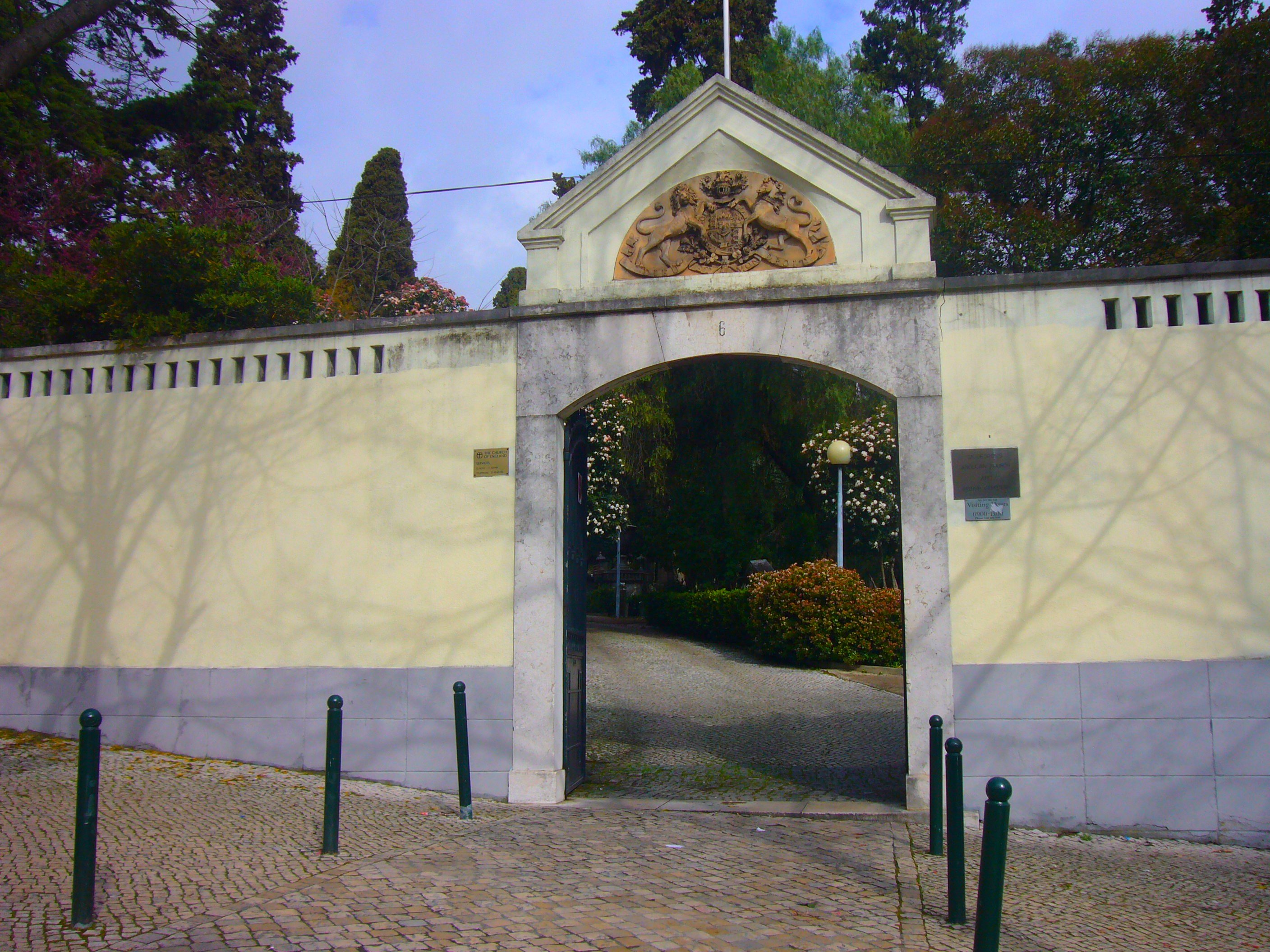
Entrance to the Lisbon English Cemetery where Henry Fielding's gavesite is located
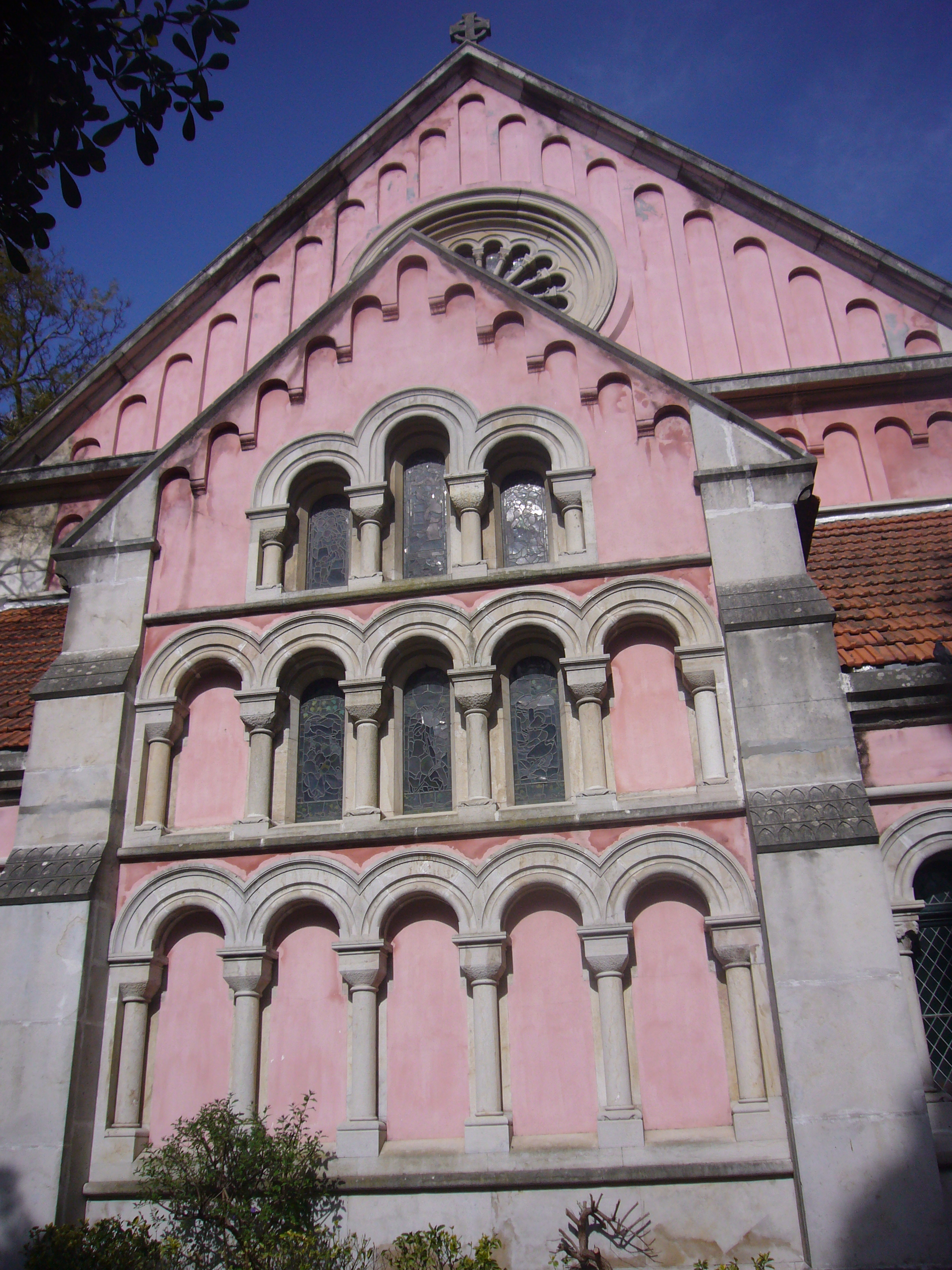
St George church is the Anglican church for Lisbon. Fielding gravesite is about 150 feet away.
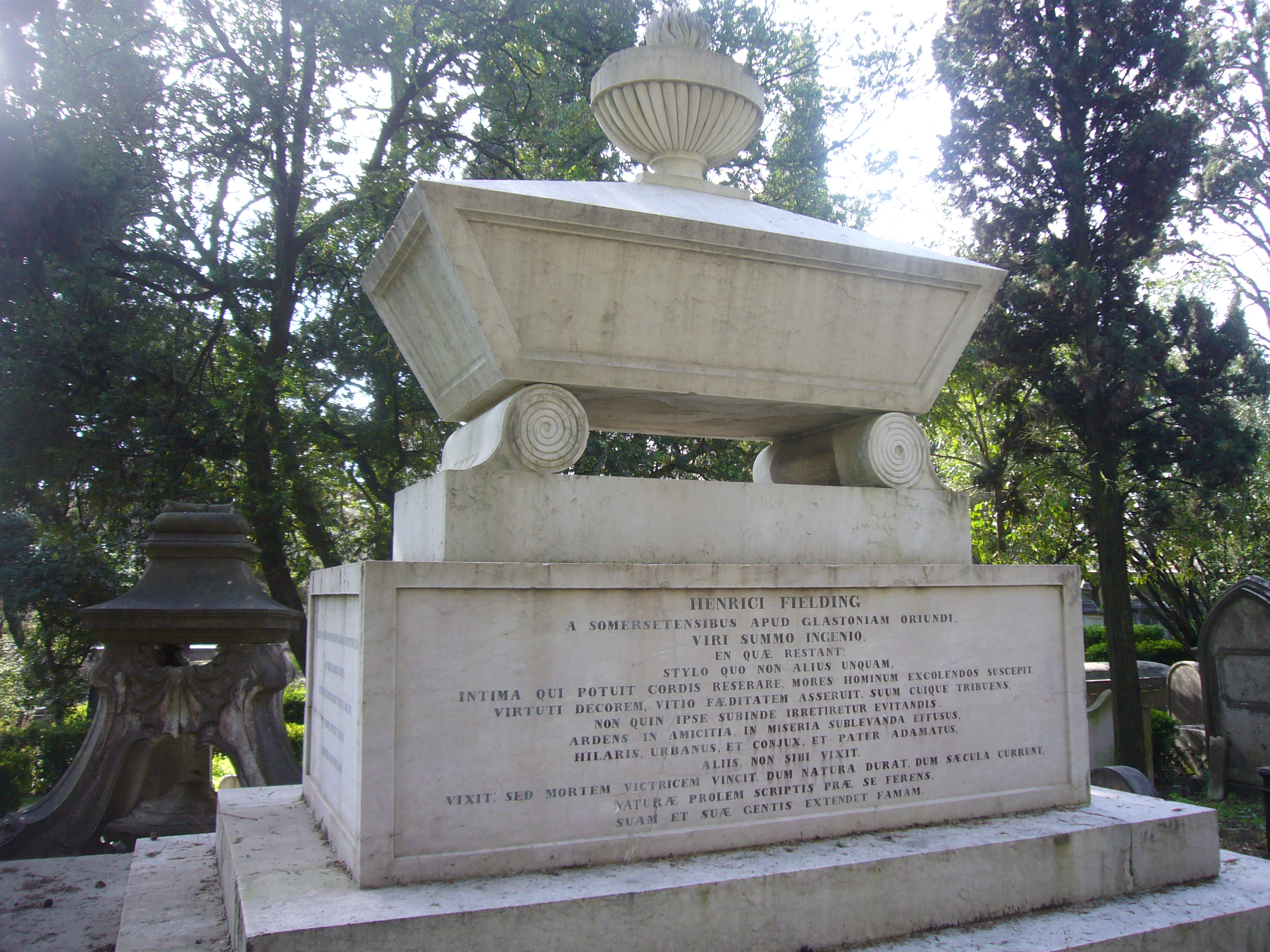
Henry Fielding gravesite which contains Anglican church of St. George nearby in the cemetery